# Zeneggen
Zeneggen es una comuna suiza del cantón del Valais, situada en el distrito de Visp. Limita al norte con la comuna de Visp, al este con Visperterminen, al sur con Stalden, al suroeste con Törbel, y al oeste con Bürchen y Raron.